# La Boissière-d'Ans
La Boissière-d'Ans foi uma comuna francesa na região administrativa da Nova Aquitânia, no departamento Dordonha. Estendia-se por uma área de 8,41 km². Em 2010 a comuna tinha 230 habitantes (densidade: 27,3 hab./km²).
Em 1 de janeiro de 2017, passou a formar parte da nova comuna de Cubjac-Auvézère-Val d'Ans.